# Moon Ribas
Moon Ribas (Mataró, 24 de maig de 1985) és una artista avantguardista i activista cíborg catalana, coneguda per desenvolupar i tenir implantat un sensor sísmic en línia en el braç que li permet percebre terratrèmols a temps real a qualsevol lloc del planeta mitjançant vibracions. La seva obra es basa en el moviment humà desenvolupat per l'addició de nous sentits i l'exploració del moviment de la terra. És cofundadora de la Cyborg Foundation, una organització internacional dedicada a ajudar els humans a convertir-se en ciborgs. Va estudiar coreografia experimental al Dartington College of Arts (Anglaterra) i Movement Research en SNDO.